# عائلة أينشتاين
هي عائلة الفيزيائي الشهير ألبرت أينشتاين 1879-1955م. كان جد جد أينشتاين جاكوب ويل أقدم أقاربه المُسَجلين، ولد في أواخر القرن السابع عشر، وما زال نسل عائلته حتى يومنا هذا. كان جد ألبرت أينشتاين يُدعى لوب موسى سونثمير 1745-1831م، وأيضًا جد التينور الشهير هاينريش سونثيم 1820-1912م من مدينة شتوتغارت.
أطفال ألبرت أينشتاين الثلاثة كانوا من زوجته الأولى ميليفا ماريتش، ولِدت ابنته ليسيرل قبل عام من زواجهما.
زوجته الثانية إلسا أينشتاين، كانت والدتها فاني كوخ شقيقة والدة ألبرت، وكان والدها رودولف أينشتاين ابن رافائيل أينشتاين، شقيق جد ألبرت، وهكذا كانوا ألبرت وإلسا أبناء أخوال من الدرجة الأولى وأبناء أعمام من الدرجة الثانية.

## بولين كوخ
بولين أينشتاين 8 شباط 1858م- 20 شباط 1920م هي والدة الفيزيائي ألبرت آينشتاين. ولِدت في كونشتات، مملكة فورتمبرغ. ديانتها اليهودية وكان لها أخت أكبر منها سناً اسمها فاني، وشقيقان أكبر منها أيضًا هما يعقوب وقيصر. والداها هم يوليوس دورزباخر، الذي تولى اسم عائلة كوخ في عام 1842م، وجيت بيرنهايمر. تزوجا في عام 1847م. كان يوليوس دورزباخر من جيبنهاوزن وهي جزء من مدينة جوبنغن، ونشأ في ظروف اقتصادية متواضعة، عاش بعد ذلك في بلدة كونشتات وحقق بالتعاون مع شقيقه هاينريش ثروة كبيرة في تجارة الذرة، حتى أنهم أصبحوا الممون الرسمي لبلاط الملك في فورتمبرغ. كانت والدتهما من كونشتات وكانت شخصية هادئة وحنونة.

### حياة بولين المبكرة
عندما بلغت الثامنة عشر عاماً، تزوجت بولين من التاجر هيرمان آينشتاين الذي عاش في أولم. تزوجا في بلدة كونشتات بتاريخ 8 آب 1876م. بعد الزفاف، عاش الزوجان في أولم وأصبح هيرمان شريكاً في متجر أسِرَّة الريش. ولد ابنهما في 14 آذار 1879م. انتقلت العائلة بمبادرةٍ مِن جاكوب شقيق هيرمان إلى مدينة ميونيخ في صيف عام 1880م, إذ أسس الشقيقان هناك شركة هندسة كهربائية أسموها آينشتاين وسي. الطفل الثاني لهيرمان وبولين هي ابنتهما ماريا، ولدت في مدينة ميونيخ بتاريخ 18 تشرين الثاني 1881م. كانت بولين آينشتاين امرأة متعلمة جيداً وهادئة ولديها ميل للفنون. كانت عازفة بيانو موهوبة ومُخْتَصَّةٌ في ذلك. جعلت ألبرت يبدأ دروس الكمان في سن الخامسة من عمره.

## هيرمان أينشتاين (والد ألبرت)
هيرمان آينشتاين ويُدعى أيضًا هيرمان موس ولد في بوشاو، مملكة فورتمبرغ من الأب أبراهام آينشتاين والأم هيلين موس 3 تموز 1814م - 20 آب 1887م.
كان لديه ستة أشقاء:
- رافائيل 3 كانون الأول 1839م ـ 15 كانون الثاني 1842م؛ ذكر
- جيت 13 كانون الثاني 1844م - 7 كانون الثاني 1907م؛ أنثى
- هاينريش 12 تشرين الأول 1845م - 16 تشرين الثاني 1877م؛ ذكر
- أوجست أغناس 23 كانون الأول 1849م - 14 نيسان 1911م؛ ذكر
- جاكوب 25 تشرين الثاني 1850م - 1912م؛ ذكر
- فريديك أو ريكا 15 آذار 1855م - 17 حزيران 1938م؛ أنثى

عندما بلغ هيرمان أربعة عشر عاماً، التحق بالمدرسة الثانوية في العاصمة الإقليمية شتوتغارت وكان ناجحاً أكاديميًا. كان يحب الرياضيات جدًا، وكان يود أن يَدرُس في هذا المجال أو في مجال ذي صلة ولكن الوضع المالي للأسرة حال دون مواصلة التعليم، فقرر أن يكون تاجراً وبدأ التلمذة الصناعية في شتوتغارت.

### زواج هيرمان من بولين
تزوج هيرمان من بولين كوخ في كونشتات، مملكة فورتمبرغ بتاريخ 8 آب 1876م عندما بلغ الثامنة عشر عاماً. بعد زفافهما، عاش الزوجان الشابان في أولم، حيث أصبح هيرمان شريكاً مشتركاً مع أبناء عمومته في متجر أسِرَّة الريش، موسى وهيرمان ليفي. في أولم، ولد ابنهما البِكْر ألبرت بتاريخ 14 مارس 1879م. انتقلت العائلة بمبادرة من جاكوب شقيق هيرمان إلى ميونيخ في صيف عام 1880م. هناك، أسس الشقيقان شركة هندسة كهربائية أسموها آينشتاين وسي، وكان هيرمان التاجر وجاكوب الفني. الطفل الثاني لهيرمان وبولين هي ابنتهما ماريا وتدعى ماجا، ولدت في ميونيخ بتاريخ 18 نوفمبر 1881م.

### عمل هيرمان
صنعت شركة آينشتاين وسي الكهربائية دينامو وعدادات كهربائية على أساس التيار المستمر. كان لها دور فعال في جلب الكهرباء إلى ميونيخ. في عام 1885م، فازوا بالاتفاقية التي تتيح توفيرمصابيح دي سي لإضاءة مهرجان أكتوبر لأول مرة.   
في سنة 1893م خَسِر الأخوان محاولة الحصول على عقد تزويد ميونيخ بالكهرباء لصالح شركة سكوكيرت؛ وذلك لأن شركتهم الصغيرة تفتقرإلى رأس المال لتحويل معداتها من معيار التيار المستمر إلى معيار التيار المتناوب الذي تعمل به شركة سكوكيرت. أخذت ثرواتهم منعطفًا من هناك، حيث أُجبرا على بيع مصنعهما في ميونيخ، وبَحثا عن عمل، ثم نَقل الشقيقان شركتهما إلى بافيا بإيطاليا عام 1894م. انتقل هيرمان مع بولين وماجا إلى ميلانو في العام نفسه ثم انتقلا إلى بافيا في العام التالي. أما ألبرت مكث مع أقاربه في ميونيخ لمواصلة تعليمه هناك.
بسبب سوء الأعمال، اضطر هيرمان وجاكوب إلى التخلي عن شركتهما في سنة 1896م. مع أنَّ هيرمان قد خسِر معظم أمواله، إلا أنه أسس شركة هندسة كهربائية أخرى في ميلانو، هذه المرة من دون شقيقه. وقد حصل على دعم مالي من قريبه رودولف آينشتاين في هذا المشروع. ومع أنَّ العمل كان أفضل هذه المرة، إلا أن هيرمان كان قَلِقَاً بسبب الضرائب.

### موت هيرمان
توفي هيرمان سنة 1902م في مدينة ميلانو إثر قصور في عضلة القلب. دُفِن في سيفيك ضريح بالانتي داخل مقبرة ميلانو الأثرية.

## مايا أينشتاين (أخت ألبرت الصغرى)
| الميلاد                    | 18 نوفمبر 1881 ميونيخ  |
| الوفاة                     | 25 يونيه 1951 (70 سنة) |
| مواطنه                     | المانيا                |
| اخوه و اخوات               | البرت اينشتاين         |
| اللغات المحكيه او المكتوبه | لغه المانى             |
|                            |                        |

مايا اينشتاين من مواليد يوم 18 نوفمبر سنة 1881 فى وقد ماتت فى 25 يونيه سنة 1951

## ليسيرل أينشتاين (ابنة ألبرت)
تاريخ / مكان الميلاد: 27 يناير 1902 ، نوفي ساد ، صربيا
الأجداد العظماء: أبراهام أينشتاين ، جوليوس كوخ ، هيلين موس ، أنيت بيرنهايمر ، المزيد
أولياء الأمور: ألبرت أينشتاين ، ميليفا أينشتاين
ابنة الأخت: إيفلين أينشتاين
الأشقاء: هانز ألبرت أينشتاين ، إدوارد أينشتاين
أبناء الأخ: برنارد قيصر أينشتاين ، كلاوس مارتن أينشتاين ، ديفيد أينشتاين
العمة: ماجا